# 安蘇郡
- 令制国一覧 > 東山道 > 下野国 > 安蘇郡
- 日本 > 関東地方 > 栃木県 > 安蘇郡

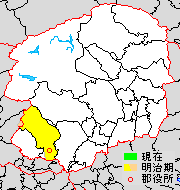
栃木県安蘇郡の範囲

安蘇郡（あそぐん）は、栃木県（下野国）にあった郡。 

## 郡域
1878年（明治11年）に行政区画として発足した当時の郡域は、現在の行政区画では概ね以下の区域に相当する。
- 佐野市の大部分（村上町、上羽田町、下羽田町、高橋町を除く）
- 日光市の一部（足尾町各町）
- 群馬県桐生市の一部（梅田町の一部）

上記のうち、日光市に属する区域は1889年（明治22年）の町村制施行時に上都賀郡に移管されている。また、令制国時代の郡域としては、旧上都賀郡粟野町（現鹿沼市）の範囲まで広がっていたと見られる。

## 歴史
安蘇郡は古く毛野国に属したが、これが二つに区分された上つ毛野（上野国）と下つ毛野（下野国）については、あいまいな部分がある。
例えば万葉集の次の3首は、安蘇郡で詠まれたと見られる。 
- 3404「可美都氣努　安蘇能麻素武良　可伎武太伎　奴礼杼安加奴乎　安杼加安我世牟」
- 3425「志母都家努　安素乃河泊良欲　伊之布麻受　蘇良由登伎奴与　奈我己許呂能礼」
- 3434「可美都家野 安蘇夜麻都豆良 野乎比呂美 波比尓思物能乎 安是加多延世武」

ここで、可美都氣努は上つ毛野、志母都家努は下つ毛野であり、両国に登場する理由として、安蘇山の裾野が渡良瀬川の河原付近まで伸びている為、川を境に安蘇が途切れることなく、上つ毛野 安蘇、下つ毛野 安蘇と詠まれている。両国に同名の地域があり現在の安蘇郡だけ後世に伝わった、単なる誤記、など諸説ある。

### 古代 - 中世
- 782年（延暦元年）5月3日 - 続日本紀に「下野国安蘇郡主帳外正六位下若麻続部牛養」とある。
- 8世紀後半 - 上記の通り、万葉集の東歌に登場する。
- 930年 - 和名類聚抄に、下野国安蘇郡の郷として、安蘇、説多、意部、麻続があげられている。

- 1688年 - 下野風土記に、「阿蘇河原並美加保乃関」とある

- 江戸時代初期の公卿烏丸光広が著した『日光山紀行』には「佐野を一里ばかり行きて、盥窪と云ふ所あり。慈覚大師生湯浴みたまふ故とかや」とある[2]。※佐野から一里は山の西側～南西にあたる[要出典]。

### 近代以降の沿革
- 「旧高旧領取調帳」に記載されている明治初年時点での支配は以下の通り。幕府領は真岡代官所が管轄。●は村内に寺社領が存在。（4町60村）

| 知行         | 知行                       | 村数    | 村名 |
| ------------ | -------------------------- | ------- | --- |
| 幕府領       | 旗本領                     | 23村    | ●鐙塚村、浅沼村、馬門村、高山村、君田村、免鳥村、畳岡村、古江村、下津原村、新吉水村、山越村、奈良淵村、●小中村、●赤見村、小見村、寺久保村、田沼村、岩崎村、御神楽村、白岩村、中村、柿平村、水木村 |
| 幕府領       | 幕府領・旗本領             | 1村     | 飯田村 |
| 藩領         | 近江彦根藩                 | 4町 9村 | 天明町、●小屋町、●犬伏町、●堀米町、富士村、韮川村、大栗村、吉水村、●栃本村、出流原村、閑馬村、下彦間村、上彦間村                                                                                  |
| 藩領         | 武蔵金沢藩                 | 4村     | ●下永野村、上永野村、中粕尾村、下粕尾村 |
| 藩領         | 下野佐野藩                 | 3村     | 植野村、田島村、赤坂村 |
| 藩領         | 対馬府中藩                 | 2村     | 上粕尾村、●秋山村 |
| 藩領         | 上野前橋藩                 | 1村     | 長谷場村 |
| 藩領         | 下総古河藩                 | 1村     | 黒桍村 |
| 藩領         | 三河西端藩                 | 1村     | 梅園村 |
| 藩領         | 土佐高知新田藩             | 1村     | 石塚村 |
| 藩領         | 古河藩・武蔵金沢藩         | 1村     | 下多田村 |
| 藩領         | 彦根藩・厳原藩             | 1村     | 上多田村 |
| 幕府領・藩領 | 幕府領・旗本領・高知新田藩 | 1村     | 船津川村 |
| 幕府領・藩領 | 旗本領・前橋藩             | 3村     | 富岡村、新里村、●山形村 |
| 幕府領・藩領 | 旗本領・上野館林藩         | 1村     | ●並木村 |
| 幕府領・藩領 | 旗本領・厳原藩             | 2村     | 戸室村、作原村 |
| 幕府領・藩領 | 旗本領・彦根藩             | 1村     | 越名村 |
| 幕府領・藩領 | 旗本領・武蔵金沢藩         | 1村     | ●戸奈良村 |
| 幕府領・藩領 | 旗本領・高知新田藩・厳原藩 | 1村     | 船越村 |
| その他       | 日光領                     | 1村     | 足尾村 |
| その他       | 寺社領                     | 1村     | ●高萩村 |

- 慶応4年
  - 6月4日（1868年7月23日） - 佐賀藩士の鍋島道太郎が真岡知県事に就任。幕府領・旗本領を管轄。
  - 8月 - 日光奉行が管轄する日光領を収公。
- 明治2年
  - 2月15日（1869年3月27日） - 真岡知県事が日光県に改称。
  - 6月23日（1869年7月31日） - 金沢藩が任知藩事にともない六浦藩に改称。
  - 8月7日（1869年9月12日） - 府中藩が任知藩事にともない厳原藩に改称。
- 明治3年
  - 領地替えにより館林藩領、高知新田藩領、厳原藩領および前橋藩領の一部（長谷場村）が日光県の管轄となる。
  - このころ高萩村が彦根藩の管轄となる。
- 明治4年
  - 7月14日（1871年8月29日） - 廃藩置県により藩領が前橋県、佐野県、古河県、六浦県、西端県、彦根県の管轄となる。
  - 10月28日（1871年12月10日） - 第1次府県統合により群馬県（第1次）が発足。前橋県の管轄地域を管轄。
  - 11月14日（1871年12月25日） - 第1次府県統合により全域が栃木県の管轄となる。
- 1876年（明治9年）（4町55村）
  - 4月 - 上仙波村、下仙波村、小曽戸村、小室村が当郡に移管。
  - 11月 - 上仙波村・下仙波村が合併して仙波村に、小曽戸村・小室村が合併して会沢村になる。
  - 天明町・小屋町が合併して佐野町となる。
  - 下多田村・上多田村が合併して多田村[6]となる。
  - 下永野村、上永野村、上粕尾村、中粕尾村、下粕尾村、畳岡村、古江村、下津原村、新里村が都賀郡に移管。
  - 都賀郡葛生町、西浦村、牧村が当郡に移管。
  - 都賀郡小屋村・田名網村・正雲寺村が合併して安蘇郡豊代村となる。
- 1878年（明治11年）11月8日 - 郡区町村編制法の栃木県での施行により、行政区画としての安蘇郡が発足。佐野町に郡役所を設置。

### 町村制以降の沿革

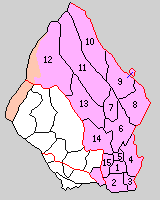
1.佐野町 2.植野村 3.界村 4.犬伏町 5.堀米町 6.田沼町 7.三好村 8.葛生町 9.常盤村 10.氷室村 11.野上村 12.飛駒村 13.新合村 14.赤見村 15.旗川村 （桃：佐野市 橙：群馬県桐生市）

- 1889年（明治22年）4月1日 - 町村制の施行により、以下の町村が発足。飛駒村の一部を除く全域が現佐野市。足尾村は上都賀郡足尾町となり郡より離脱[1]。（5町10村）
  - 佐野町（佐野町が単独町制）
  - 植野村 ← 植野村、赤坂村、君田村、田島村、船津川村、飯田村
  - 界村 ← 越名村、馬門村、高山村、高萩村
  - 犬伏町 ← 犬伏町、富岡村、浅沼村、黒袴村、西浦村、鐙塚村、富士村、韮川村、大栗村
  - 堀米町 ← 堀米町、奈良淵村
  - 田沼町 ← 田沼村、戸奈良村、栃本村、小見村、吉水村、新吉水村、山越村および多田村の大部分
  - 三好村 ← 岩崎村、船越村、戸室村
  - 葛生町 ← 葛生町、中村、会沢村および多田村の一部
  - 常盤村 ← 牧村、仙波村、豊代村
  - 氷室村 ← 柿平村、水木村、秋山村
  - 野上村 ← 長谷場村、御神楽村、白岩村、作原村
  - 飛駒村（上彦間村が単独村制）
  - 新合村 ← 閑馬村、下彦間村、梅園村、山形村
  - 赤見村 ← 赤見村、出流原村、寺久保村、石塚村、小中村
  - 旗川村 ← 並木村、免鳥村
- 1891年（明治24年）11月7日 - 赤見村の一部（大字小中）が旗川村に編入。
- 1897年（明治30年）7月1日 - 郡制を施行。
- 1923年（大正12年）4月1日 - 郡会が廃止。郡役所は存続。
- 1926年（大正15年）7月1日 - 郡役所が廃止。以降は地域区分名称となる。
- 1943年（昭和18年）4月1日 - 佐野町・堀米町・犬伏町・植野村・界村・旗川村が合併して佐野市が発足し、郡より離脱。（2町7村）
- 1948年（昭和23年）4月1日 - 赤見村が町制施行して赤見町となる。（3町6村）
- 1954年（昭和29年）3月31日 - 田沼町・三好村・野上村が合併し、改めて田沼町が発足。（3町4村）
- 1955年（昭和30年）
  - 1月8日 - 葛生町・常盤村・氷室村が合併し、改めて葛生町が発足。（3町2村）
  - 3月31日 - 赤見町が佐野市に編入。（2町2村）
- 1956年（昭和31年）9月30日 - 飛駒村・新合村が田沼町に編入。（2町）
- 1968年（昭和43年）4月1日 - 田沼町の一部（大字飛駒の一部）が群馬県桐生市に編入（越境合併）。
- 2005年（平成17年）2月28日 - 葛生町・田沼町が佐野市と合併し、改めて佐野市が発足。同日安蘇郡消滅。

### 変遷表
|  | 明治22年4月1日 | 明治22年 - 昭和29年    | 昭和30年 - 昭和64年          | 昭和30年 - 昭和64年                         | 平成1年 - 現在         | 現在          |
|  | -------------- | ---------------------- | ---------------------------- | ------------------------------------------- | ---------------------- | ------------- |
|  | 佐野町         | 昭和18年4月1日 佐野市  | 佐野市                       | 佐野市                                      | 平成17年2月28日 佐野市 | 佐野市        |
|  | 犬伏町         | 昭和18年4月1日 佐野市  | 佐野市                       | 佐野市                                      | 平成17年2月28日 佐野市 | 佐野市        |
|  | 堀米町         | 昭和18年4月1日 佐野市  | 佐野市                       | 佐野市                                      | 平成17年2月28日 佐野市 | 佐野市        |
|  | 界村           | 昭和18年4月1日 佐野市  | 佐野市                       | 佐野市                                      | 平成17年2月28日 佐野市 | 佐野市        |
|  | 植野村         | 昭和18年4月1日 佐野市  | 佐野市                       | 佐野市                                      | 平成17年2月28日 佐野市 | 佐野市        |
|  | 旗川村         | 昭和18年4月1日 佐野市  | 佐野市                       | 佐野市                                      | 平成17年2月28日 佐野市 | 佐野市        |
|  | 赤見村         | 昭和23年4月1日 町制    | 昭和30年3月31日 佐野市に編入 | 佐野市                                      | 平成17年2月28日 佐野市 | 佐野市        |
|  | 葛生町         | 葛生町                 | 昭和30年1月8日 葛生町        | 昭和30年1月8日 葛生町                       | 平成17年2月28日 佐野市 | 佐野市        |
|  | 常盤村         | 常盤村                 | 昭和30年1月8日 葛生町        | 昭和30年1月8日 葛生町                       | 平成17年2月28日 佐野市 | 佐野市        |
|  | 氷室村         | 氷室村                 | 昭和30年1月8日 葛生町        | 昭和30年1月8日 葛生町                       | 平成17年2月28日 佐野市 | 佐野市        |
|  | 田沼町         | 昭和29年3月31日 田沼町 | 田沼町                       | 田沼町                                      | 平成17年2月28日 佐野市 | 佐野市        |
|  | 三好村         | 昭和29年3月31日 田沼町 | 田沼町                       | 田沼町                                      | 平成17年2月28日 佐野市 | 佐野市        |
|  | 野上村         | 昭和29年3月31日 田沼町 | 田沼町                       | 田沼町                                      | 平成17年2月28日 佐野市 | 佐野市        |
|  | 新合村         | 新合村                 | 昭和31年9月30日 田沼町に編入 | 田沼町                                      | 平成17年2月28日 佐野市 | 佐野市        |
|  | 飛駒村         | 飛駒村                 | 昭和31年9月30日 田沼町に編入 | 田沼町                                      | 平成17年2月28日 佐野市 | 佐野市        |
|  | 飛駒村         | 飛駒村                 | 昭和31年9月30日 田沼町に編入 | 昭和43年4月1日 群馬県桐生市に編入（入飛駒） | 群馬県 桐生市          | 群馬県 桐生市 |

## 行政
歴代郡長
| 代 | 氏名 | 就任年月日                | 退任年月日                | 備考                   |
| -- | ---- | ------------------------- | ------------------------- | ---------------------- |
| 1  |      | 明治11年（1878年）11月8日 |                           |                        |
|    |      |                           | 大正15年（1926年）6月30日 | 郡役所廃止により、廃官 |

## 関連文献
- 『安蘇郡誌』全国縮類共進会協賛会、1909年。